# Carmen (együttes)
A Carmen magyar hard rock együttes.
1988-ban alakultak. Balassa Zoltán kilépett a Dance zenekarból, és Pintér Csabával együtt elhatározta, hogy új együttest alapít. Hozzájuk csatlakozott Szilágyi Zsolt és Weisz László, így megalakult a Carmen.
1989-ben Balassa kilépett az együttesből, helyére Fehér Csaba került. 1991-ben Weisz is elhagyta az együttest. Ugyanebben az időben Fehér Csaba is kiszállt a zenekarból, helyére Szilágyi Ede került. 
Első demójuk 1993-ban jelent meg. Ugyanebben az évben csatlakozott Fáklya Endre az együtteshez. Első nagylemezük 1994-ben jelent meg. Az albumon a Green Jelly "Three Little Pigs" című dalának feldolgozása is hallható. A lemez a 33. helyre került a slágerlistán. Ezután három albumot adtak ki. Lemezeiket a PolyGram jelenteti meg.

## Diszkográfia
- Ez nem az a hely (1994)
- Derriqr (1996)
- 2000-be érve (1996)
- Vitamin-C (2000)

## Tagok
- Fáklya Csaba – gitár (1991-)
- Fáklya Endre – gitár (1993-)
- Pintér Csaba – basszusgitár (1988-)
- Szilágyi Ede – ütős hangszerek (1991-)
- Szilágyi Zsolt – ének (1988-)

### Korábbi tagok
- Balassa Zoltán – ütős hangszerek (1988–1989)
- Fehér Csaba – ütős hangszerek (1989–1991)
- Weisz László – gitár (1988–1991)

## Külső hivatkozások
- Hivatalos oldal